# 卡斯泰茨
卡斯泰茨（法語：Castets，法語發音：[kastɛts]）是法国朗德省的一个市镇，位于该省西部偏南，属于达克斯区。

## 地名
该地名“Castets”发音为[kastɛts]，字母“ts”发音，《世界地名翻译大辞典》与《世界地名译名词典》将其误译作“卡斯泰”。

## 地理
卡斯泰茨（43°52'57"N, 1°8'49"W）面积90.18 平方千米，位于法国新阿基坦大区朗德省，该省份为法国西南部沿海省份，是法國本土面积第二大的省，北起吉倫特省，西临大西洋，南至大西洋比利牛斯省，东临热尔省，东北与洛特-加龍省接壤。
与卡斯泰茨接壤的市镇（或旧市镇、城区）包括：埃尔姆、莱昂、莱斯珀龙、兰克斯、马热斯克、圣米歇尔-埃斯卡吕斯、塔莱、古尔伯拉。
卡斯泰茨的时区为UTC+01:00、UTC+02:00（夏令时）。

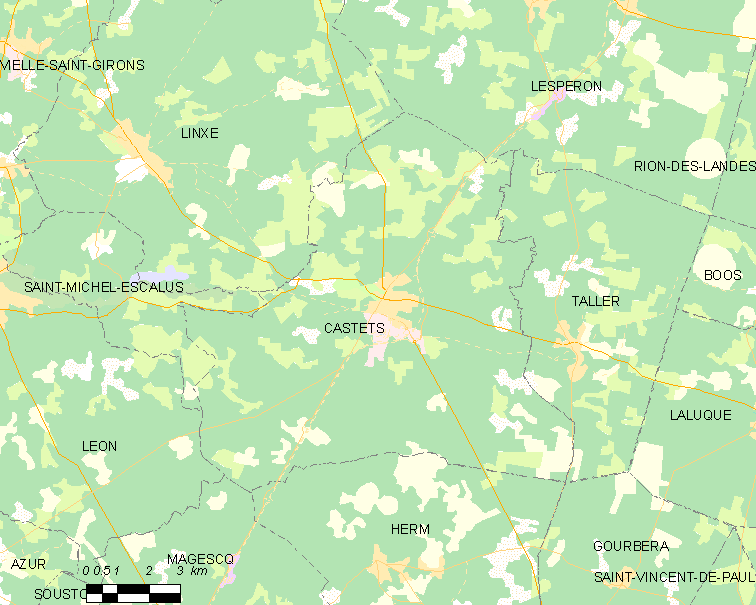
卡斯泰茨的OSM定位图

## 行政
卡斯泰茨的邮政编码为40260，INSEE市镇编码为40075。

## 政治
卡斯泰茨所属的省级选区为银色海岸县。

## 人口

1962-2008年间卡斯泰茨人口变化图示

卡斯泰茨于2022年1月1日时的人口数量为2510人。